# Zeewolf

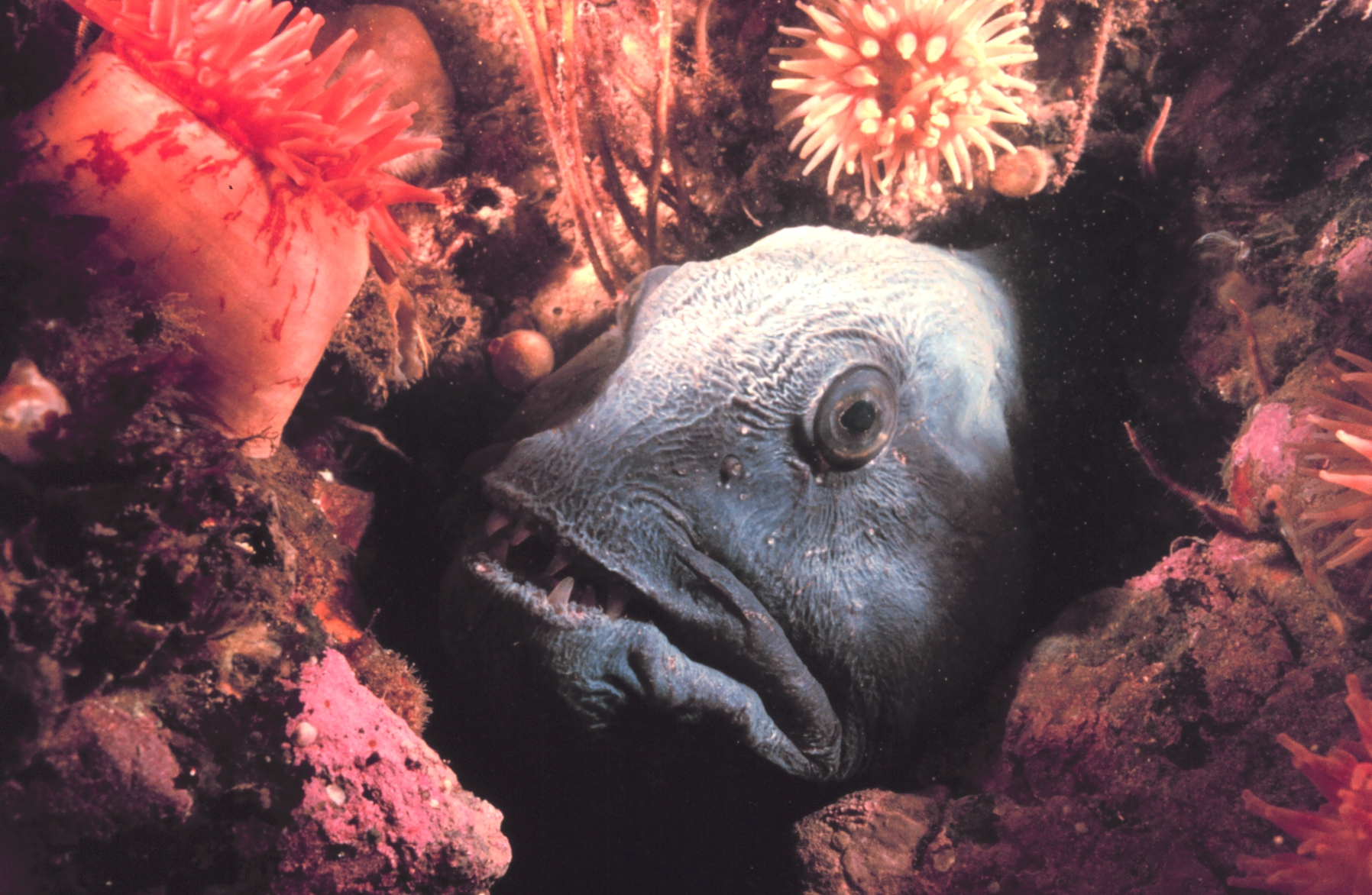
Zeewolf van voren gezien

De zeewolf (Anarhichas lupus) is een vis uit de familie van de zeewolven en de orde van de baarsachtigen.

## Kenmerken
De zeewolf is blauwgrijs van boven en groenbruin op de flanken, waarover donkere verticale banden lopen. De kop is fors, met een opvallend gebit. De zeewolf is in het bezit van lange stevige tanden voor in de bek en stompe tanden achterin. Hij heeft een kleine staartvin en geen buikvinnen. Bij een lengte van 50 tot 60 cm wordt de vis geslachtsrijp. De zeewolf kan 160 centimeter lang worden en een gewicht van ruim 23 kilogram bereiken. De vis kan 22 jaar worden.

## Leefwijze
De zeewolf voedt zich met schelp- en schaaldieren waarbij de lange tanden worden gebruikt om de schaaldieren te grijpen of uit te graven en de stompe tanden om ze te kraken tussen deze tanden en gehemelte. De tanden worden ieder jaar gewisseld, wat verder bij vissen ongebruikelijk is.

## Voortplanting
De voortplanting vindt plaats in de winter in dieper water. Nadat de eieren zijn afgezet, worden ze door het mannetje bewaakt, totdat ze zijn uitgekomen.

## Verspreiding en leefgebied
Hij leeft in de Noordelijke Atlantische Oceaan. Het leefgebied spreidt zich uit van Spitsbergen, Noorwegen, de Noordzee, Groot-Brittannië, IJsland tot aan Groenland. De vis is vooral op rotsachtige bodems en soms op zand of modderbodems te vinden. De watertemperatuur waarin de vis leeft ligt tussen de -1 en 13 °C.
De (gewone) zeewolf is langs de kusten van de Lage Landen zeer zeldzaam.

## Relatie tot de mens
De beroepsvisserij vangt de zeewolf op grote schaal voor menselijke consumptie en ook bij zeehengelaars is hij zeer gewild vanwege de goede smaak van zijn vlees. Vroeger gold de zeewolf slechts als bijvangst van de tong- en scholvisserij.